# Santana & Ortiz
Santana & Ortiz (también conocidos como Proud and Powerful y anteriormente conocidos como EYFBO) fue un equipo en parejas de lucha libre profesional, quienes fueron formado por Ortiz y Santana. Ellos son mejor conocidos por su tiempo en Impact Wrestling, donde fueron miembros del stable The Latin American Xchange (LAX). Ellos también compitieron en All Elite Wrestling (AEW), Lucha Libre AAA Worldwide (AAA), Pro Wrestling Guerrilla (PWG), Progress Wrestling, World Wrestling League (WWL) y en el circuito independiente.
Entre los logros del equipo, han sido seis veces campeones en parejas, al ser cuatro veces Campeones Mundiales en Parejas de Impact (con su tercer reinado siendo el reinado más largo del título), una vez Campeones en Parejas de la GFW y una vez Campeones Mundiales en Parejas de CZW.

## Historia

### Impact Wrestling (2017-2019)
El 16 de marzo en Impact Wrestling, LAX reapareció siendo reformado con Homicide, Ortiz, Santana, Diamante y Konnan. Tras esto, LAX atacó a Decay (Abyss, Crazzy Steve y Rosemary), Laredo Kid & Garza Jr. y Reno Scum. El 30 de marzo en Impact Wrestling, Ortiz y Santana derrotaron a Decay, Laredo Kid y Garza Jr. y Reno Scum, ganando así los Campeonatos Mundiales en Parejas de Impact . El 23 de abril en Impact Wrestling, Ortiz y Santana derrotaron a VOW (Mayweather y Wilcox), ganando así los vacantes Campeonatos en Parejas de la GFW. En Slammiversary XV, retuvieron sus títulos. Tras esto, unificaron ambos títulos.
El 6 de julio en Impact Wrestling, Lashley se enfrentó a Alberto el Patrón donde Konnan atacó a Lashley y salvaron a Alberto. El 13 de julio atacaron a Alberto tras que éste los insultara. Esa misma noche, fueron derrotados por Alberto y Lashley pero luego fue traicionado por este último para luego ser atacado por LAX.
En el episodio del 5 de julio de 2018 king desveló que fue el quien atacó a Konnan lo que provocó que Ortiz y Santana se pusieran del lado de Konnan provocando esto que Homicide y Hernández regresarán atacando junto con King al nuevo LAX y diciendo que ellos son el verdadero LAX
En el episodio del 12 de julio King , Homicide y Hernández aparecen con el nombre de OGz y retan a LAX a un 5150 street fight en slammiversary . Posteriormente LAX acepta el desafío
El 12 de enero de 2019, The Lucha Bros (Pentagón Jr. & Fénix) derrotaron a LAX durante las grabaciones de TV en México para ganar el Campeonato Mundial en Parejas de Impact. LAX los reclamaría en el pago por visión de Rebellion el 28 de abril. Mantuvieron los títulos hasta julio, cuando los perdieron en The North (Ethan Page y Josh Alexander). El 8 de julio, se reveló que Santana y Ortiz pronto abandonarían Impact ya que tenían interés en WWE y All Elite Wrestling. 
En la edición del 9 de agosto de Impact, Daga se convirtió en el miembro temporal de LAX, haciendo equipo con Ortiz cayendo derrotados por Page y Alexander. Santana no luchó con esas grabaciones, sin embargo, Ortiz y Santana están programadas para enfrentar a The North en las grabaciones de televisión de agosto en México.

### All Elite Wrestling (2019-2023)
El 31 de agosto de 2019 en el evento de All Out de la recién formada All Elite Wrestling, Santana y Ortiz (anteriormente de LAX) hicieron su debut en AEW, atacando tanto a The Young Bucks como a Lucha Bros después de su lucha titular. El 2 de octubre en el primer episodio de Dynamite, Ortiz y Santana debutaron en su primera lucha con Chris Jericho obteniendo su victoria tras vencer a The Elite (Kenny Omega, Matt Jackson & Nick Jackson).

### Lucha Libre AAA Worldwide (2019)
El 8 de septiembre de 2019, Ortiz y Santana debutaron en la empresa mexicana Lucha Libre AAA Worldwide (AAA) como parte de alianza con Impact Wrestling, obteniendo su primera victoria tras derrotar a Arez & Daga y Laredo Kid & Myzteziz Jr. El 15 de septiembre en Lucha Invades NY, Ortiz y Santana desafiaron sin éxito a los Lucha Brothers (Fénix & Pentagón Jr.) por el Campeonato Mundial en Parejas de AAA.

## Campeonatos y logros
- AAW: Professional Wrestling Redefined
  - AAW Tag Team Championship (1 vez)

- All Elite Wrestling
  - Dynamite Award (3 veces)
    - "Bleacher Report PPV Moment of the Year" (2021) – Stadium Stampede match (The Elite vs. The Inner Circle) – Double or Nothing (May 23)
    - "Biggest Beatdown" (2021) – The Inner Circle jumping Orange Cassidy – Dynamite (June 10)
    - Hardest Moment to Clean Up After (2021) - (Best Friends vs Santana and Ortiz) - Dynamite (September 16)

- Combat Zone Wrestling
  - CZW World Tag Team Championship (1 vez)

- House of Glory
  - HOG Tag Team Championship (1 vez)

- Global Force Wrestling / Impact Wrestling
  - GFW Tag Team Championship (1 vez, últimos) – Ortiz y Santana (1)
  - Impact World Tag Team Championship (4 veces)
  - Tag Team of the Year (2018)[4]

- Jersey Championship Wrestling
  - JCW Tag Team Championship (1 vez)[5]

- Pro Wrestling Revolver
  - PWR Tag Team Championship (1 vez)[6]

- Warriors Of Wrestling
  - WOW Tag Team Championship (1 vez)[7]

- WrestlePro
  - WrestlePro Tag Team Championship (1 vez, actual)[8]

- World Wrestling League
  - WWL Tag Team Championship (1 vez, actual)

- Wrestling Observer Newsletter
  - Lucha de 5 estrellas (2020) vs. Best Friends (Chuck Taylor & Trent?) en Dynamite el 16 de septiembre
  - Lucha de 5 estrellas (2022) con The Blackpool Combat Club (Bryan Danielson & Jon Moxley) & Eddie Kingston vs. The Jericho Appreciation Society (Chris Jericho, Jake Hager, Daniel Garcia, Matt Menard & Angelo Parker) en Double or Nothing el 29 de mayo

### Luchas de Apuestas
| Apuesta | Ganador       | Perdedor | Ciudad              | Fecha               | Notas                                           |
| ------- | ------------- | -------- | ------------------- | ------------------- | ----------------------------------------------- |
| Cabello | Chris Jericho | Ortiz    | St. Louis, Missouri | 15 de junio de 2022 | Cabellera vs. Cabellera en Dynamite: Road Rager |